# Oreste Perri
Oreste Perri (Castelverde, 27 de junio de 1951) es un deportista italiano que compitió en piragüismo en la modalidad de aguas tranquilas.
Ganó seis medallas en el Campeonato Mundial de Piragüismo entre los años 1974 y 1977. Participó en tres Juegos Olímpicos de Verano entre los años 1972 y 1980, sus mejores actuaciones fueron dos cuartos puestos logrados en Múnich 1972 (K4 1000 m) y Montreal 1976 (K1 1000 m).

## Palmarés internacional
| Campeonato Mundial | Campeonato Mundial        | Campeonato Mundial | Campeonato Mundial |
| Año                | Lugar                     | Medalla            | Competición        |
| ------------------ | ------------------------- | ------------------ | ------------------ |
| 1974               | Ciudad de México (México) | Medalla de bronce  | K1 1000 m          |
| 1974               | Ciudad de México (México) | Medalla de oro     | K1 10 000 m        |
| 1975               | Belgrado (Yugoslavia)     | Medalla de oro     | K1 1000 m          |
| 1975               | Belgrado (Yugoslavia)     | Medalla de oro     | K1 10 000 m        |
| 1977               | Sofía (Bulgaria)          | Medalla de bronce  | K1 1000 m          |
| 1977               | Sofía (Bulgaria)          | Medalla de oro     | K1 10 000 m        |